# Homoneura tincta
Homoneura tincta är en tvåvingeart som först beskrevs av Walker 1853.  Homoneura tincta ingår i släktet Homoneura och familjen lövflugor. Inga underarter finns listade i Catalogue of Life.